# Jan Béghin
Pour les personnes ayant le même patronyme, voir Béghin.
Jan Béghin, selon l'état civil Jean-Marie Béghin né le 7 septembre 1949 à Ypres et mort le 4 mai 2022, est un homme politique belge flamand, membre du CVP qui passa au Sp.a en 2004.
Il est licencié en mathématiques et en sciences économiques.

## Biographie
Né d'un père francophone et d'une mère néerlandophone, Jan Béghin passe sa jeunesse à Ganshoren. Après des études secondaires au Sacré-Cœur néerlandophone de Ganshoren, il est licencié en mathématiques et en sciences économiques à la KU Leuven.
Après ses études, il a rejoint le CEPESS, le service d'études commun du CVP et du PSC. En 1971, il est élu conseiller communal de Ganshoren, où il a été échevin des travaux publics, du troisième âge et de la culture néerlandaise de 1977 à 2000. Il a quitté le conseil communal de Ganshoren en 2004.
De 1972 à 1989, il a été membre de la Commission néerlandaise de la culture de l'agglomération bruxelloise, dont il a été le vice-président de 1979 à 1988 et le président de 1988 à 1989. Au sein de cette organisation, il a été responsable de la jeunesse et des sports et, à partir de 1988, a dirigé le groupe de travail Éducation. De 1982 à 1988, il a également été directeur du Centre de contact et de culture Bruxelles.
Le 12 juillet 1989, il fait son entrée au parlement de la région de Bruxelles-Capitale. Il a été premier vice-président pour le CVP puis le CD&V de ce même parlement du 12 juillet 1989 au 26 mars 2004. Il est l'un des initiateurs de la création du Fonds d'impulsion sociale à Bruxelles. Grâce à son mandat au parlement de Bruxelles-Capitale, il a également siégé au Parlement flamand de septembre 1997 à juin 1999. Par son mandat au parlement, il était également membre du Commission communautaire flamande, dont il était le secrétaire.
En 2004, il passe au sp.a, à cause du cartel entre le CD&V et la N-VA. Il était d'avis que ce dernier était un parti anti-bruxellois avec lequel il ne voulait pas collaborer. Pour le sp.a, il est redevenu premier vice-président du Parlement de Bruxelles-Capitale de 2006 à 2009. En 2009, il met fin à sa carrière de député.
En 2009, il avait sept mandats, dont deux étaient payés. Il n'avait pas déclaré son mandat de gérant de 'Retis' depuis avril 2007[réf. non conforme].
Il meurt en 2022 après une courte mais grave maladie.

## Fonctions politiques
- Conseiller communal à Ganshoren (1971-2000)
  - Premier échevin (1977-2000)
- Membre du Parlement de la Région de Bruxelles-Capitale :
  - du 12 juillet 1989 au 26 mars 2004
  - depuis le 18 octobre 2006 au 7 juin 2009
  - Premier vice-Président du Parlement bruxellois (1989-2004)
- Député flamand élu de Bruxelles (1997-1999)